# Pastor Maldonado
Pour les articles homonymes, voir Maldonado.
Pastor Maldonado, né le 9 mars 1985 à Maracay au Venezuela, est un pilote automobile vénézuélien. Vainqueur du Grand Prix d'Espagne 2012, il reste le dernier pilote victorieux au volant d'une Williams en Formule 1.

## Biographie

### Les débuts

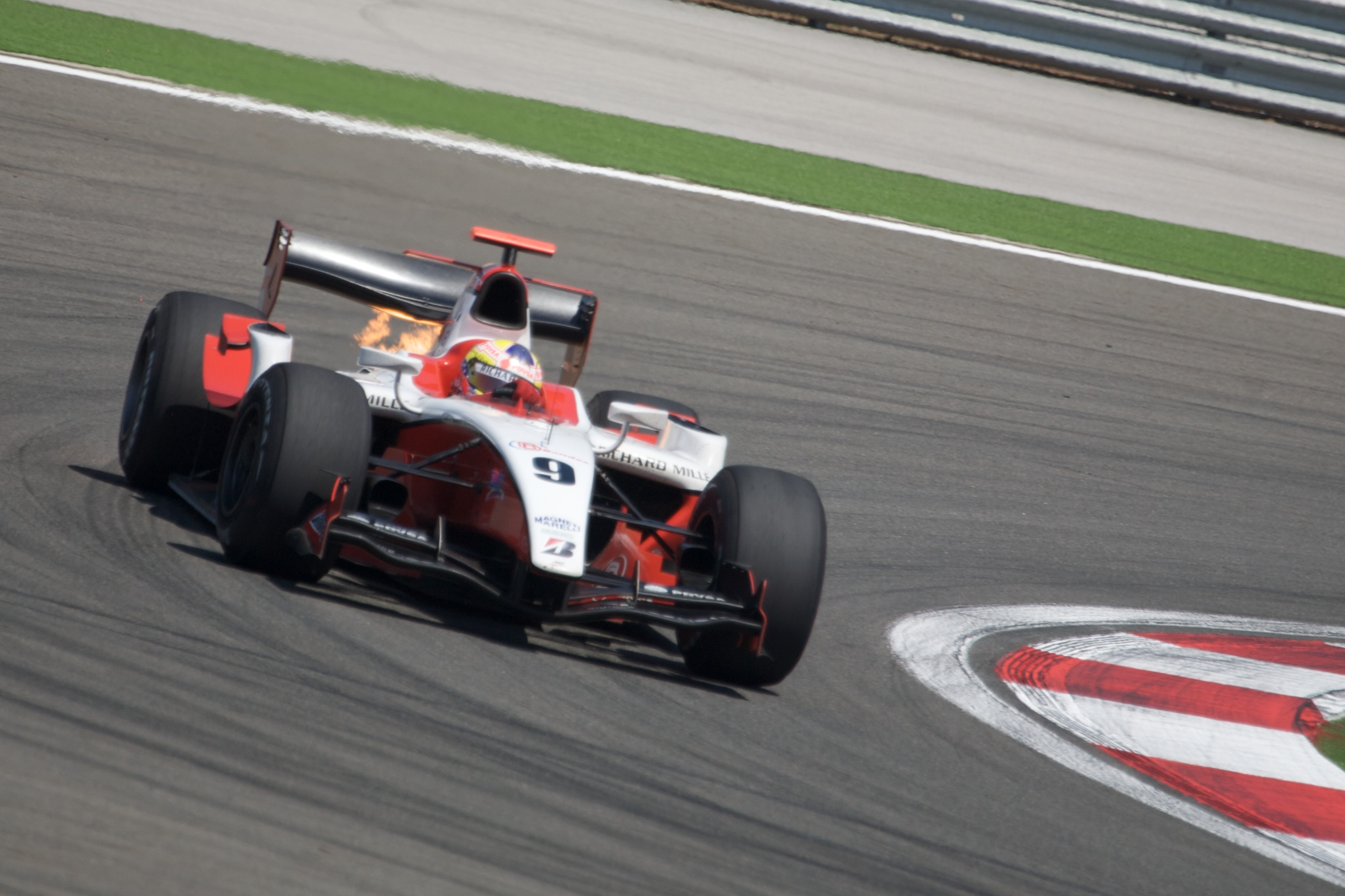
Pastor Maldonado à Istanbul en 2009

Pilote de kart dès 8 ans, Pastor Maldonado accède à la monoplace en 2002, d'abord dans le championnat vénézuelien de Formule Ford puis dans le championnat d'Italie de Formule Renault 2.0 dont il remporte la déclinaison hivernale en 2003 avant de s'imposer dans le championnat principal en 2004. En fin d'année, il effectue ses premiers tours en Formule 1 sur le circuit de Misano en Italie dans le cadre d'essais privés pour le compte de la Scuderia Minardi.
En 2005, Maldonado signe avec l'écurie française DAMS pour disputer le championnat de Formule Renault 3.5 des World Series by Renault. Sa saison est marquée par une suspension de quatre courses pour conduite dangereuse à l'issue des essais de Monaco où les commissaires lui reprochent de ne pas avoir ralenti dans le virage de Massenet sous régime de drapeau jaune et d'avoir grièvement blessé un commissaire de piste intervenant sur un accident. Pour éviter que son fils ne soit banni à vie du circuit de Monaco, décision évoquée par l'ACM, son père prend en charge tous les frais médicaux de la victime, permettant à Pastor de continuer à espérer à une carrière en Formule 1. Il participe également à quelques courses du championnat italien de Formule 3000 dans lequel il remporte une course.
Toujours en World Series by Renault en 2006, avec le Draco Racing, Maldonado remporte trois courses dont la manche de Monaco et termine troisième du championnat. Ce n'est qu'au mois de janvier 2007 que le résultat de la saison est entériné, Draco Racing ayant fait appel de la disqualification de Maldonado survenu lors de la manche de Misano à la suite d'une irrégularité technique. Si l'appel avait été favorablement entendu par la fédération italienne, le titre serait revenu au pilote vénézuelien.
En 2007, il accède au championnat GP2, pour le compte du Trident Racing. Sa première saison dans la discipline, bien qu'interrompue prématurément à cause d'une fracture de la clavicule, s'avère prometteuse, le Vénézuelien s'imposant à Monaco dès la quatrième course de la saison. Très régulier, il termine cinquième du championnat en 2008, avec Piquet Sports, remportant notamment la manche sprint de Spa-Francorchamps.
En 2009, managé par Nicolas Todt, il intègre la structure ART Grand Prix et est un des favoris pour le titre mais, après une solide début de saison avec une victoire à Monaco et Silverstone dans les manches sprint, il subit progressivement la loi de son coéquipier, le débutant allemand Nico Hülkenberg, qui file vers le titre. Maldonado termine sixième du championnat.
La consécration arrive en 2010, sa quatrième saison en GP2 où, de retour chez Piquet Sports, désormais appelé Rapax Team, il enchaîne les victoires et remporte le titre.

### 2011: début en Formule 1 chez Williams

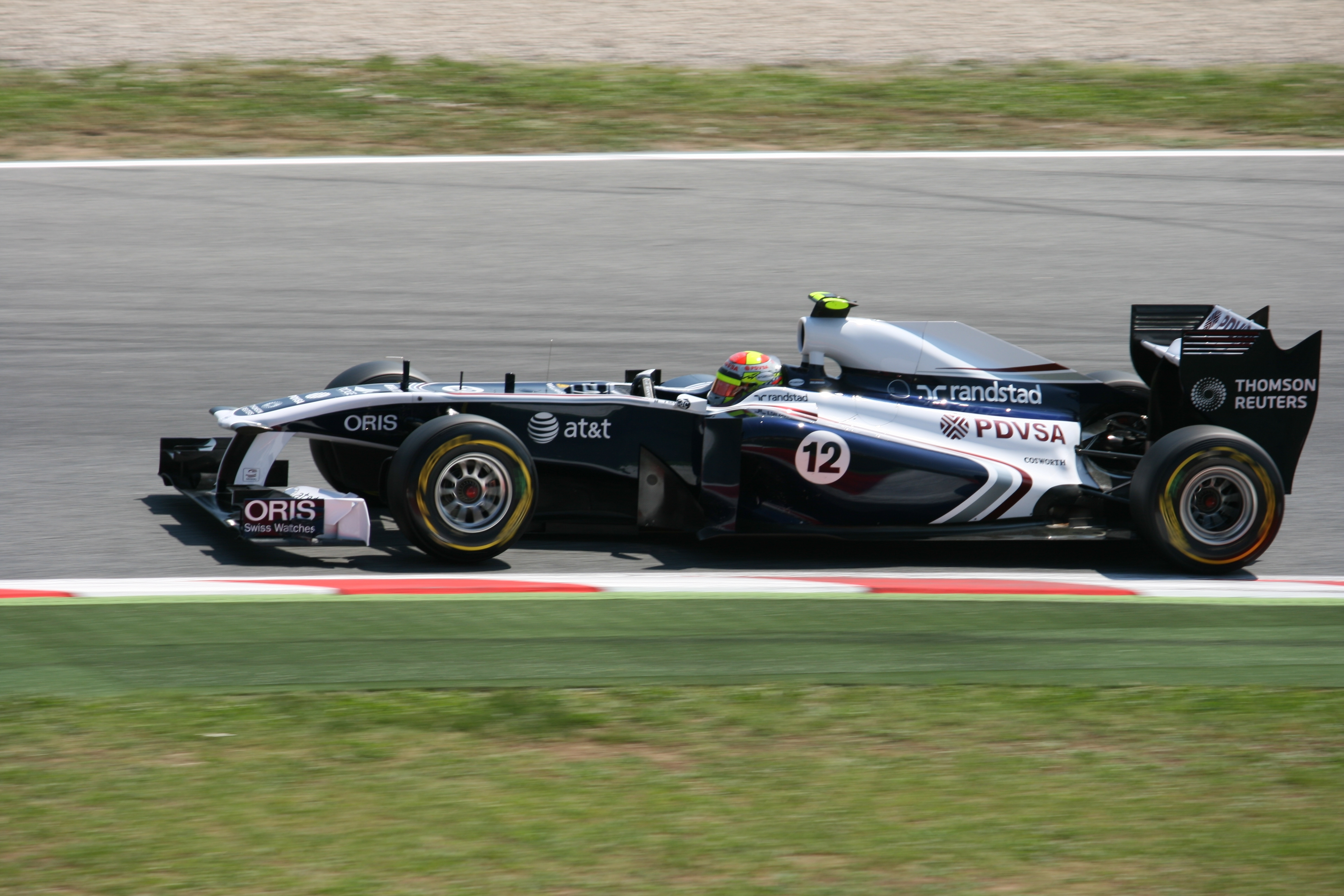
Pastor Maldonado sur la Williams FW33 au Grand Prix d'Espagne 2011

Pastor Maldonado fait ses débuts en Formule 1 chez Williams F1 Team au côté de Rubens Barrichello en 2011, devenant le premier Vénézuélien à courir en Formule 1 depuis Johnny Cecotto en 1984.
Tout comme son coéquipier, il connaît un début de saison très difficile où il peine en qualifications : lors des quatre premiers Grands Prix, il ne peut mieux faire qu'une quatorzième place sur la grille du Grand Prix de Turquie. Après deux abandons, comme pour Barrichello, lors des deux premières courses en Australie et en Malaisie, il termine à une lointaine dix-huitième place en Chine et fait à peine mieux (dix-septième) en Turquie.
Cependant Pastor Maldonado montre quelques belles qualités en qualifications et accède à la dernière partie des qualifications en Espagne puis à Monaco (respectivement neuvième puis huitième). Pour autant, il termine toujours assez loin des points en course : à Monaco, alors qu'il est sixième en vue de l'arrivée, il abandonne après avoir été accroché par Lewis Hamilton. Il accède une dernière fois à la dernière phase des qualifications à Silverstone où il se classe septième sur la grille de départ, sans pouvoir concrétiser en course. jusqu'à la fin de la saison, il ne parvient pas à se qualifier au-delà de la treizième place, terminant même vingt-troisième sur la grille du Grand Prix d'Abou Dabi et dix-huitième sur la grille du Grand Prix du Brésil. Il réussit pourtant à marquer son premier point en Formule 1 au Grand Prix de Belgique où il termine dixième.
Il se classe dix-neuvième du championnat du monde avec un point derrière son expérimenté coéquipier Barrichello qui se classe lui dix-septième avec quatre points et est donc conservé une année supplémentaire.

### 2012-2013: pole position et victoire en Formule 1

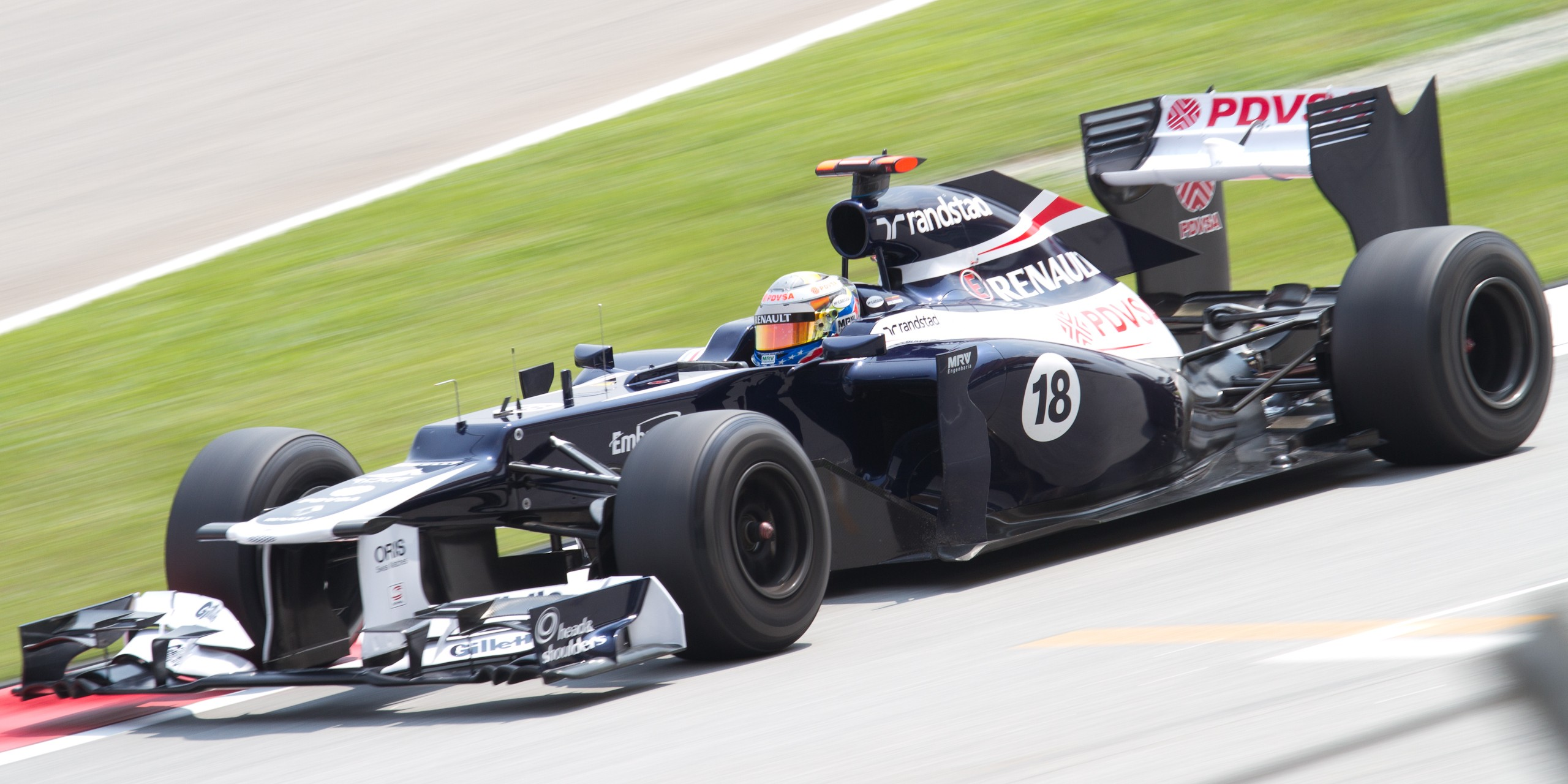
Pastor Maldonado sur la Williams FW34 au Grand Prix de Malaisie 2012

Reconduit chez Williams en 2012, Pastor Maldonado réalise une performance solide lors du premier Grand Prix de la saison, en Australie, où, qualifié en huitième position, il est longtemps sixième avant de sortir violemment de la piste dans le dernier tour. En Malaisie, alors qu'il est dixième, il abandonne à cause d'un problème moteur. En Chine, il inscrit ses premiers points de la saison en terminant huitième.
À Bahreïn, mal qualifié, il abandonne à cause d'une crevaison.Il se rattrape trois semaines plus tard en Espagne où il réalise le deuxième temps des qualifications. Après le déclassement de Lewis Hamilton, il hérite de la première pole position de sa carrière. Cette pole position permet de fêter les soixante-dix ans de Franck Williams, le dirigeant de l'écurie.
En remportant la course, Maldonado devient le premier Vénézuélien à remporter un Grand Prix de Formule 1.
Il s'ensuit une série de neuf courses sans point malgré des prestations honorables en qualifications (troisième sur la grille du Grand Prix d'Europe, septième en Grande-Bretagne, cinquième en Allemagne puis huitième en Hongrie, sixième en Belgique et deuxième à Singapour). Il s'accroche à deux reprises, est plusieurs fois pénalisé ou réprimandé pour son comportement en course et ne peut mieux faire qu'une onzième place en Italie quand son coéquipier Bruno Senna se classe à cinq reprises dans les points. Il renoue avec les points à l'occasion du Grand Prix du Japon qu'il termine à la huitième place. Troisième sur la grille à Abou Dabi, il termine cinquième de l'épreuve puis se classe neuvième de la course suivante aux États-Unis.
Il termine quinzième du championnat du monde des pilotes avec 45 points avec une victoire et une pole position et est prolongé pour 2013 alors que son coéquipier Bruno Senna, dix fois dans les points (contre cinq fois pour Maldonado) et son suivant immédiat au championnat du monde avec 31 points, est remplacé par le pilote-essayeur de l'équipe Valtteri Bottas.
En 2013, il connaît une saison difficile au volant d'une Williams FW35 très peu performante ; il ne marque des points qu'en Hongrie où il se classe dixième. Il termine le championnat en dix-huitième position avec 1 point, derrière son coéquipier Valtteri Bottas, dix-septième avec 4 points.

### 2014-2015: chez Lotus
En 2014, il quitte Williams F1 Team pour Lotus F1 Team. En Australie, sa Lotus E22 ne lui permet pas de boucler le moindre tour chronométré en qualification ; il s'élance de l'avant-dernière position sur la grille de départ puis abandonne sur problème mécanique. Maldonado, dominé par son coéquipier Romain Grosjean, commet de nombreuses erreurs de pilotage. La plus marquante survient à Bahreïn lorsqu'il envoie Esteban Gutiérrez en tonneau.
Maldonado doit attendre le Grand Prix des États-Unis, où il se classe neuvième, pour inscrire ses premiers points de l'année. Avec 2 points, il se classe seizième du championnat et voit son contrat prolongé d'un an chez Lotus. Le 1er février 2016, il annonce son départ de l'écurie en raison de déboires rencontrés avec son sponsor PDVSA.

## Carrière avant la Formule 1
- 2002 : Formule Ford Venezuela - Formule Renault Italie Hivernale
- 2003 : Formule Renault Italie, 7e - Formule Renault Hivernale, Champion
- 2004 : Formule Renault Italie, champion - Eurocup Formule Renault, 8e - Formule Renault V6, 21e
- 2005 : World Series by Renault, 25e
- 2006 : World Series by Renault, 3e
- 2007 : GP2 Series, 11e
- 2008 : GP2 Series, 5e
- 2009 : GP2 Series, 6e
- 2010 : GP2 Series, champion avec 6 victoires, 8 podiums, 4 meilleurs tours et 87 points

## Résultats en championnat du monde de Formule 1
| Saison | Écurie           | Châssis          | Moteur      | Pneus   | GP disputés | Pole Positions | Victoire | Podiums | Dans les points | Abandons | Points inscrits | Classement |
| ------ | ---------------- | ---------------- | ----------- | ------- | ----------- | -------------- | -------- | ------- | --------------- | -------- | --------------- | ---------- |
| 2011   | AT&T Williams    | Williams FW33    | Cosworth V8 | Pirelli | 19          | 0              | 0        | 0       | 1               | 6        | 1               | 19e        |
| 2012   | Williams F1 Team | Williams FW34    | Renault V8  | Pirelli | 20          | 1              | 1        | 1       | 5               | 5        | 45              | 15e        |
| 2013   | Williams F1 Team | Williams FW35    | Renault V8  | Pirelli | 19          | 0              | 0        | 0       | 1               | 3        | 1               | 18e        |
| 2014   | Lotus F1 Team    | Lotus E22        | Renault V6  | Pirelli | 19          | 0              | 0        | 0       | 1               | 6        | 2               | 16e        |
| 2015   | Lotus F1 Team    | Lotus E23 Hybrid | Mercedes V6 | Pirelli | 19          | 0              | 0        | 0       | 6               | 9        | 27              | 14e        |

| 2011          | AT&T Williams    | Williams FW33    | Cosworth V8 CA2011k              | P | AUS Abd. | MAL Abd. | CHN 18e  | TUR 17e  | ESP 15e  | MON 18e* | CAN Abd. | EUR 18e | GBR 14e  | ALL 14e | HON 16e  | BEL 10e  | ITA 11e | SIN 11e  | JPN 14e | COR Abd. | IND Abd. | ABU 14e | BRE Abd. |          | 19e | 1  |
| 2012          | Williams F1 Team | Williams FW34    | Renault V8 RS27-2012             | P | AUS 13e* | MAL 19e* | CHI 8e   | BAH Abd. | ESP 1er  | MON Abd. | CAN 13e  | EUR 12e | GBR 16e  | ALL 15e | HON 13e  | BEL Abd. | ITA 11e | SIN Abd. | JPN 8e  | COR 14e  | IND 16e  | ABU 5e  | USA 9e   | BRE Abd. | 15e | 45 |
| 2013          | Williams F1 Team | Williams FW35    | Mercedes V8 FO 108Z              | P | AUS Abd. | MAL Abd. | CHI 14e  | BAH 11e  | ESP 14e  | MON Abd. | CAN 16e  | GBR 11e | ALL 15e  | HON 10e | BEL 17e  | ITA 14e  | SIN 11e | COR 13e  | JPN 16e | IND 12e  | ABU 11e  | USA 17e | BRE 16e  |          | 18e | 1  |
| 2014          | Lotus F1 Team    | Lotus E22        | Renault V6 turbo Energy F1-2014  | P | AUS Abd. | MAL Abd. | BHR 14e  | CHI 14e  | ESP 15e  | MON Np.  | CAN Abd. | AUT 12e | GBR 17e* | ALL 12e | HON 13e  | BEL Abd. | ITA 14e | SIN 12e  | JPN 16e | RUS 18e  | USA 9e   | BRE 12e | ABU Abd. |          | 16e | 2  |
| 2015          | Lotus F1 Team    | Lotus E23 Hybrid | Mercedes V6 turbo PU106B hybride | P | AUS Abd. | MAL Abd. | CHI Abd. | BHR 15e  | ESP Abd. | MON Abd. | CAN 7e   | AUT 7e  | GBR Abd. | HON 14e | BEL Abd. | ITA Abd. | SIN 12e | JPN 8e   | RUS 7e  | USA 8e   | MEX 11e  | BRE 10e | ABU Abd. |          | 14e | 27 |
| Légende : ici |                  |                  |                                  |   |          |          |          |          |          |          |          |         |          |         |          |          |         |          |         |          |          |         |          |          |     |    |

### Victoire en championnat du monde de Formule 1
| # | Année | Manche | Date        | Grand Prix | Circuit   | Position départ | Écurie           | Voiture | Résumé |
| - | ----- | ------ | ----------- | ---------- | --------- | --------------- | ---------------- | ------- | ------ |
| 1 | 2012  | 5/20   | 13 mai 2012 | Espagne    | Barcelone | Pole position   | Williams-Renault | FW34    | Résumé |

## Résultats aux 24 Heures du Mans
| Année | Equipe      | Coéquipiers                        | Voiture  | Classe | Pos. | Class Pos. |
| ----- | ----------- | ---------------------------------- | -------- | ------ | ---- | ---------- |
| 2018  | DragonSpeed | Roberto González Nathanaël Berthon | Oreca 07 | 360    | 9e   | 5e         |
| 2019  | DragonSpeed | Roberto González Anthony Davidson  | Oreca 07 | 245    | Abd. | Abd.       |